# Medmassa semiflava
Medmassa semiflava är en spindelart som beskrevs av Simon 1896. Medmassa semiflava ingår i släktet Medmassa och familjen flinkspindlar.
Artens utbredningsområde är Queensland. Inga underarter finns listade i Catalogue of Life.